# Synagoga w Trieście
Synagoga w Trieście (wł. Tempio Israelitico di Trieste) – synagoga znajdująca się w Trieście we Włoszech.
Synagoga została zbudowana w latach 1908–1912 według projektu architektów Ruggero i Arduino Berlamów. Zastąpiła cztery mniejsze synagogi. W 1942 roku po wprowadzeniu rasistowskich przepisów została zamknięta. Po zakończeniu II wojny światowej została ponownie otwarta.